# Born (2007)
Born is een Amerikaanse horrorfilm uit 2007 onder de regie van Richard Friedman met in de hoofdrollen Alison Brie, Joan Severance en Kane Hodder.

## Verhaal
Mary Elizabeth gaat als 21-jarige maagd naar bed, maar wordt de volgende ochtend zwanger wakker. Nu gevoed door het kwaad in haar wordt ze steeds bloeddorstiger. Als Mary erin slaagt om zes mensen te vermoorden en het duivelse kind te baren zal Asmodeus ontsnappen uit de hel.

## Rolverdeling
| Acteur            | Personage              |
| ----------------- | ---------------------- |
| Alison Brie       | Mary Elizabeth Martino |
| Joan Severance    | Dr. Sammael            |
| Kane Hodder       | Asmodeus               |
| Denise Crosby     | Catherine Martino      |
| James T. Callahan | Albert Martino         |
| Eddie Velez       | pater Anthony          |
| Alex D'Lerma      | pater Nick             |
| Vince Lozano      | Ivan                   |
| Azalea Davila     | Jennifer               |